# MSTRKRFT
MSTRKRFT (prononcé Master-kraft) est un duo musical canadien, composé de Jesse F. Keeler (JFK, membre du duo Death From Above 1979) et Al-P (en). Le nom du groupe fait référence à la marque d'outils Mastercraft de la chaîne de magasins Canadian Tire. Le groupe est actuellement signé chez Last Gang Records, et travaille à Toronto. 

## Biographie
Le groupe sort son premier single en 2006, il porte le nom d'Easy Love. Il est suivi de Work on You sorti le 6 juillet de la même année. On peut retrouver ce dernier dans la Bande son du jeu vidéo Colin McRae: Dirt 2. C'est le 18 juillet 2006 que sort leur premier album The Looks aux États-Unis puis le 2 février au Royaume-Uni. Deux de leurs remixes peuvent être trouvés sur l'album de remix de Death From Above 1979, Romance Bloody Romance.

## Discographie

### Remixes
| Artiste                | Titre                    |
| ---------------------- | ------------------------ |
| Acid Jacks             | Awake Since 78           |
| All Saints             | Rock Steady              |
| Annie                  | Heartbeat                |
| Armand Van Helden      | NYC Beat                 |
| Ayumi Hamasaki         | Beautiful Fighters       |
| Bloc Party             | Flux                     |
| Bloc Party             | Two More Years           |
| Brazilian Girls        | Jique                    |
| Buck 65                | Kennedy Killed The Hat   |
| Chromeo                | Tenderoni                |
| Crystal Method         | Keep Hope Alive          |
| D.I.M.                 | Is You                   |
| Death From Above 1979  | Little Girl              |
| Death From Above 1979  | Sexy Results             |
| Goose                  | Bring It On              |
| Jesse McCartney        | Leavin'                  |
| John Legend            | Green Light              |
| Juliette and the Licks | Got Love To Kill         |
| Justice                | D.A.N.C.E.               |
| Kid Sister             | Control                  |
| Kylie Minogue          | WOW                      |
| Metric                 | Monster Hospital         |
| Mr Miyagi              | Pick Your Poison         |
| Panthers (en)          | Thank Me With Your Hands |
| Para One               | Dudun-Dun                |
| Polysics               | Ceolakanth Is Android    |
| Revl9n                 | Someone Like You         |
| Services               | Element of Danger        |
| Space Cowboy           | Running Away             |
| The Gossip             | Listen Up!               |
| The Kills              | No WOW                   |
| Usher                  | Love in This Club        |
| Wolfmother             | Woman                    |